# Torre De Regibus

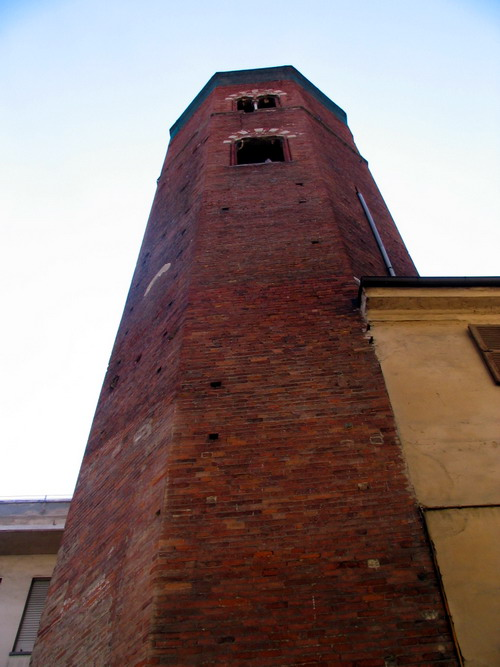
La Torre Deregibus

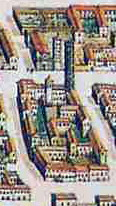
Complesso dei Tre Re, particolare dal Theatrum Statuum Sabaudiae 1682

La Torre Deregibus è una torre della città di Asti. È situata alla confluenza tra via Roero e corso Alfieri, a poche centinaia di metri da Piazza san Martino.

## Il nome e le origini
Tutta l'area circostante la torre apparteneva alla famiglia Re o De Regibus. L'architettura della torre, di stile gotico, permette di ipotizzarne un'origine nel Duecento. 
Nel Medioevo la torre era descritta come "rotonda" ed è infatti l'unico esempio di torre di forma ottagonale esistente in città. 
Il Bera presuppone che la forma sia stata influenzata dalla vicina Torre Rossa, anch'essa poligonale.

## L'architettura

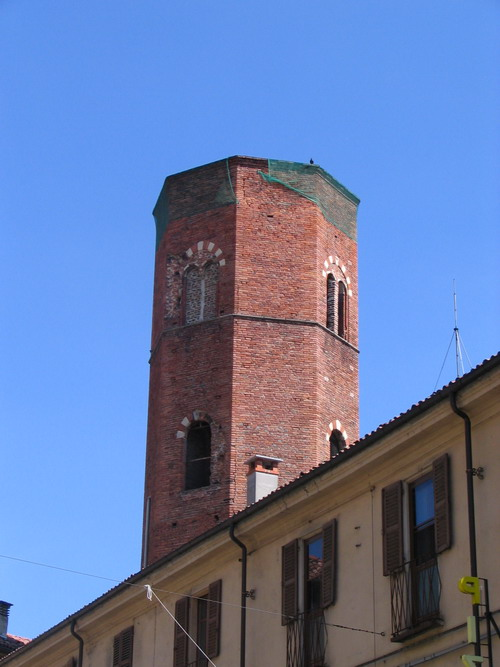
Altra veduta della Torre

La torre in una cartolina di inizio 900

In origine la torre si dipartiva in una canna liscia, per terminare con tre piani modulari, delimitati da marcapiani in pietra arenaria, ognuno con quattro finestre a bifora, molto simili alla Torre Troyana. In cima terminava con una merlatura ghibellina. 
È oggi alta circa 27 m, a causa dell'abbassamento subito nel Settecento, con l'abbattimento di tre dei nove piani originari.
La torre apparteneva ad un complesso difensivo più articolato per la presenza di altre due torri. Una torre detta di Uberto De Regibus (o Torre Quartero), oggi abbassata al piano dei tetti circostanti, e l'altra, scomparsa, più piccola e descritta nel 1589 come "torretta". 
L'area per tale motivo ancora oggi è definita l'angolo dei tre Re.

## La famiglia Re

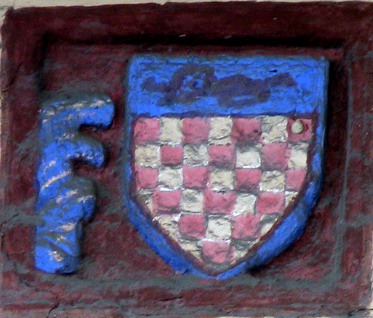
Stemma dei De Regibus

La famiglia Re era una famiglia nobile ghibellina, che sviluppò principalmente il commercio ed il prestito a Metz, in Lorena e nel territorio piemontese. La famiglia fu sempre stanziata nel complesso dei "tre Re", di cui si possono ancora ammirare tre edifici medievali di epoca comunale. 
Eustachio de Regibus fu funzionario comunale nel 1135, Giacomo, Rettore della Società dei Militi nel 1281, e Uberto, sapiens nel 1291. In età moderna la famiglia "italianizzò" il cognome in Re.